# Encephalartos laurentianus
Encephalartos laurentianus là một loài thực vật hạt trần trong họ Zamiaceae. Loài này được De Wild. mô tả khoa học đầu tiên năm 1903.